# 維多利亞·維達萊斯
維多利亞·雷婭·維達萊斯·古德曼（英語：Victoria Rhea Vidales Goodman，1996年4月4日—）是一名出生於美國德克薩斯州的壘球選手，司職一壘手。她曾隨隊參加2017年泛美女子壘球錦標賽，結果獲得銀牌。

## 外部連結
- 維多利亞·維達萊斯的X（前Twitter）
- 維多利亞·維達萊斯的Instagram帳戶